# ガレルナ (潜水艦)
ガレルナ（スペイン語：Galerna, S 71）は、スペイン海軍の潜水艦。ガレルナ級潜水艦の1番艦。艦名は突風を意味するスペイン語に由来する。

## 艦歴
「ガレルナ」は、バサンカルタヘナ造船所で建造され　1977年10月5日に起工、1981年12月5日に進水、1983年1月21日に就役しカルタヘナ基地に配備される。
就役後間もない1983年2月から3月にはギリシャ・ピレウスに寄港する。
これまでに国内11箇所の港や、外国ではピレウス、スーダ、トゥーロン、リスボン、フンシャル、タンジェ、ゴスポート、スタヴァンゲル、ベルガ (スウェーデン)、ストックホルム、アウグスタ、アジャクシオに寄港した実績がある。
実任務ではアクティブ・エンデバー作戦に参加し、170日間に21,500海里を航海した。
演習ではシャーベット・ロイヤル（Sorbet Royal）、ドッグフィッシュ（Dogfish）、リンケッド・シーズ（Linked Seas）、ドラゴン・ハマー（Dragon Hammer）、ノーブル・マーリン（Noble Marlin）など北大西洋条約機構主催の演習や、TAPON、ALFEX、MINEXなど国内での演習に参加している。
2009年時点での母港はカルタヘナ基地。